# Република Македонија на Европском првенству у атлетици на отвореном 2012.
Македонија је учествовала на Европском првенству на отвореном 2012 одржаном у Хелсинкију, Финска, од 27. јуна до 1. јула. Ово је било пето европско првенство у атлетици на отвореном од кад је Македонија стекла своју независност. Репрезентацију Македоније представљало је двоје такмичара (1 мушкараца и 1 жена), који су се такмичили у две дисциплине.
Представници Македоније нису освојили ниједну медаљу, нити су оборили неки рекорд.

## Учесници
| Дисциплина | Мушкарци          | Жене         | Укупно |
| ---------- | ----------------- | ------------ | ------ |
| 100 м      |                   | Ивана Рожман | 1      |
| 400 м      | Кристијан Ефремов |              | 1      |
| Укупно     | 1                 | 1            | 2      |

## Резултати

### Мушкарци
| Атлетичар         | Дисциплина | Лични рекорд | Квалификације | Квалификације | Полуфинале       | Полуфинале       | Финале           | Финале      | Детаљи                                      |
| Атлетичар         | Дисциплина | Лични рекорд | Резултат      | Место         | Резултат         | Место            | Резултат         | Место       | Детаљи                                      |
| ----------------- | ---------- | ------------ | ------------- | ------------- | ---------------- | ---------------- | ---------------- | ----------- | ------------------------------------------- |
| Кристијан Ефремов | 400 м      |              | 48,80         | 8. у гр. 2    | Није се пласирао | Није се пласирао | Није се пласирао | 29 /31 (39) | Архивирано на веб-сајту (29. новембар 2014) |

### Жене
| Атлетичар    | Дисциплина | Лични рекорд | Група    | Група     | Полуфинале        | Полуфинале        | Финале            | Финале | Детаљи                                     |
| Атлетичар    | Дисциплина | Лични рекорд | Резултат | Место     | Резултат          | Место             | Резултат          | Место  | Детаљи                                     |
| ------------ | ---------- | ------------ | -------- | --------- | ----------------- | ----------------- | ----------------- | ------ | ------------------------------------------ |
| Ивана Рожман | 100 м      | 12,01        | 12,86    | 8 у гр. 3 | Није се пласирала | Није се пласирала | Није се пласирала | 31 /32 | Архивирано на веб-сајту (21. октобар 2014) |